# ادهو والا
ادهو والا (به انگلیسی: Udhowala) یک روستا در پاکستان است که در پنجاب واقع شده‌است. ادهو والا ۱۳۶ متر بالاتر از سطح دریا واقع شده‌است.